# Perittodus
Perittodus — вимерлий рід тетраподоморфів з міссісіпської (серединної турнейської) частини Шотландії. Він містить один вид, Perittodus apsconditus, заснований на розчленованому черепі та посткраніальних кістках із формації Баллаган. Довжина нижньої щелепи голотипного зразка становила близько 6,8 см і мала малюнок зубів, подібний до девонського таксону Ymeria. Perittodus був описаний у дослідженні 2016 року, яке було розроблено для заповнення фауни тетраподоморфів у розриві Ромера, інтервалі раннього карбону з невеликою кількістю скам'янілостей хребетних. Це був один із п'яти нових родів, названих у цьому дослідженні, разом із Aytonerpeton, Diploradus, Koilops та Ossirarus.